# Фуррер, Беат
Беа́т Фу́ррер (нем. Beat Furrer, 6 декабря 1954, Шаффхаузен) – австрийский композитор и дирижёр швейцарского происхождения.

## Биография
Родился в Шаффхаузене (Швейцария). В 1975 переселился в Вену, где обучался по композиции у Романа Хаубенштока-Рамати, дирижированию — у Отмара Суитнера в Венской консерватории. В 1985 году организовал ансамбль Klangforum Wien, которым руководил до 1992. В начале 2000х совместно с Эрнст Ковачичем организовал международную Академию по современной музыки для ансамблей и композиторов "Импульс". Преподавал композицию во Франкфурте. С 1991 года по 2023 был профессором кафедры композиции в Университете музыки в Граце.

## Творческое сотрудничество
Произведения Фуррера исполняли крупные европейские оркестры  под руководством Клаудио Аббадо, Петера Этвёша. Фуррер постоянно сотрудничает с театральным режиссёром Кристофом Марталером.

## Избранные произведения
- Poemas для меццо-сопрано, гитары, фортепиано и маримбы на стихи Пабло Неруды (1984)
- Струнный квартет № 1 (1984)
- Трио для флейты, саксофона и кларнета (1985)
- Voicelessness. The snow has no voice для фортепиано (1986)
- Струнный квартет № 2 (1988)
- Ultimi cori для хора и ударных (1988)
- Слепые / Die Blinden, опера, либретто по произведениям Метерлинка, Платона, Гёльдерлина, Рембо (1989)
- Studie — Übermalung для большого оркестра (1990)
- à un moment de terre perdu для ансамбля (1990)
- Face de la Chaleur для флейты и оркестра (1991)
- Нарцисс/ Narcissus, опера по Метаморфозам Овидия (1994)
- nuun, концерт для 2 фортепиано и оркестра (1996)
- Psalm, для 8 голосов a cappella (1997)
- a due для альта и фортепиано (1997)
- Stimme — allein для баритона на текст Георга Бюхнера (1997)
- spur для фортепиано и струнного квартета (1998)
- Соло для виолончели (1999)
- Квартет для 4 перкуссионистов (1999)
- Вожделение/ Begehren, опера, либретто автора по произведениям Вергилия, Овидия, Чезаре Павезе (концертное исполнение — 2001, сценическое — 2003)
- Книги Орфея/ Orpheus′ Bücher для хора и оркестра на тексты Вергилия, Овидия, Чезаре Павезе (2001)
- Phasma для фортепиано соло (2002)
- Invocation, опера, либретто Ильмы Ракузы по произведениям Маргерит Дюрас, Овидия, Чезаре Павезе, Гюнтера Айха (2003)
- Струнный квартет № 3 (2004)
- FAMA, монодрама для звукового театра на тексты Овидия и Артура Шницлера (2005)
- Phaos для оркестра (2006)
- Ночные песни/ canti notturni для 2 сопрано и оркестра на тексты Карло Эмилио Гадды (2006)
- antichesis для 14 струнных (2006)
- Лотофаги/ lotófagos для сопрано и контрабаса на стихи Хосе Анхеля Валенте (2006)
- enigma для смешанного хора a capella на текст Леонардо да Винчи (2006)
- Концерт для фортепиано и оркестра (2007)
- Фрагменты будущей книги/ fragmentos de un libro futuro для сопрано и квартета гитар на стихи Хосе Анхеля Валенте (2007)
- lotófagos II для двух голосов, септета и электроники (2008)
- Xenos для ансамбля (2008)
- Книга пустынь/ Wüstenbuch, опера по произведениям Ингеборг Бахман и Яна Ассмана, премьерная постановка — Кристоф Марталер, Базельский театр (2010, )
- Apon для оркестра и чтеца, на текст Клауса Хендля (2009)
- Xenos II для ансамбля и чтеца (2009)
- Xenos III для двух перкуссий и струнных (2010)
- Штудии для фортепиано/ Studie für Klavier (2011)

## Признание
- 1984: Премия «Молодое поколение Европы»
- 1989: Премия Форума молодых композиторов в Кёльне
- 1992: Поощрительная премия Сименса
- 1993: Премия Дуйсбурга[2]
- 2003: Премия Вены
- 2006: «Золотой лев» Венецианского биеннале за оперу FAMA
- 2006: Член Берлинской академии художеств (2005).
- 2012: Премия Эрсте Банка по композиции[3]
- 2014: Большая государственная премия Австрии[4]
- 2018: Главная премия Сименса